# City of Manchester
City of Manchester är ett storstadsdistrikt (kommun) i Greater Manchester i England, Storbritannien. Distriktet har 568 996 invånare (2022).  Det bildades den 1 april 1974.
Distriktet består av staden Manchester samt Ringway i söder som är distriktets enda civil parish. I Ringway ligger Manchester Airport.